# 破壊活動

サボ（木靴）

破壊活動（はかいかつどう、フランス語: sabotage）とは、生産設備や輸送機械の転覆、障害、混乱や破壊を通して敵、圧制者または雇い主を弱めることを目的とする意図的な行動を指していう言葉である。サボタージュともいい、日本語の「サボる」という言葉は、この語に由来する。
日本語での「サボタージュ」は、労働争議の手段としての同盟怠業（どうめいたいぎょう）、または単に怠けることを意味することが多い。英語の「sabotage」には怠業の意味はなく、怠業は「slowdown」と呼ばれる。

## 起源
サボタージュという呼び名は、産業革命の初期に由来すると考えられてきた。不満や怒りがたまった労働者が、彼らの履いていたシューズまたは木靴（フランスでは「サボ」と呼ばれていた）を動力化された織機の機構部分に放りこんで壊し、繊維工場の操業を事実上妨害していたという説に由来する。このことは、ラッダイト運動を暗示するものの最初の一つとして、よく引き合いに出される。しかしながら、この語源は非常に疑わしい。何故なら、木靴での破壊活動自体が、この言葉の起源である時代からの報告に全くないということが知られているからである。
Wikipedia 英語版から3つの説が提示されている。
- 15世紀のオランダ人が木靴（sabot）を織機に投げ込んで歯車を破壊した故事から、産業革命で自動織機を壊す恐れを揶揄した[2]。
- 労働者が馬車にブレーキをかける時に車輪の外側に木靴を押し当て止めたことから、労働者の低速な労働（生産性の低さ）を揶揄した[3]。
- 19世紀の下級労働者の履いていた木靴から労働者を Sabot と蔑称していた。サボタージュはかれらの質の低い働きぶりを揶揄したもの[4]。

## 戦争行為の中の破壊活動

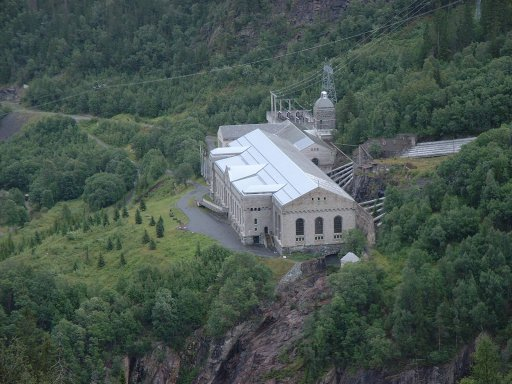
ヴェモルク水力発電所（ノルウェー南部のテレマルク県） ナチス・ドイツの原爆製造につながる重水生産を妨害するため、数次の破壊活動 (ノルスク・ハイドロ重水工場破壊工作) が1942年から1944年にわたり遂行された

戦争では、この言葉は、戦争の当事者である軍隊とは無関係な個人や団体が行う破壊行動を記述するときに用いられる。特に、外国のエージェントや原住民の支持者などが、その行動が生産拠点や戦争遂行には不可欠な施設（例えば器材、工場、ダム、公共事業、貯蔵プラント、物流経路）を破壊する、もしくはそれらに損害をあたえることに終わるときによく使われる。テロリズムとは異なり、破壊活動には、一般には人員に打撃を与えることを主要な目的としていない。破壊活動家は通常敵として区分されるスパイのように、検察官による公訴を免れえないかもしれないし、戦争捕虜としての拘禁の代わりに刑事罰を受ける可能性がある。
反戦主義者に対して、この言葉を元の意味から多少外れていても使うのは、戦争中に影響力を保ち続けた政府や戦争方針の支持者にとっては一般的なことである。同様に、第一次世界大戦後のドイツ民族主義者たちは、共産主義者や社会民主党 (SPD)が主導したドイツ革命と休戦協定（いわゆる背後の一突き）をドイツへの破壊活動と捉えた。
日本では、戊辰戦争中の箱館戦争において、箱館（現在の北海道函館市）を占領した榎本武揚率いる旧幕府軍に対し、反発した市民が散発的な破壊活動を行なっている。

## 犯罪の一部としての破壊活動
一部の犯罪者は、金を求めて破壊活動に関わった。1990年代終わりにクラウス＝ペーター・ザボッタが一千万ドイツマルクをドイツ鉄道から強奪しようとしたことなどが例として挙げられる。彼は現在無期刑に処せられ服役中である。

## 仕事場での破壊活動
不満を持った労働者が、機材に損害を与えることや潤滑な労働を妨害することを「仕事場破壊活動」と呼ぶ。いくつかの労働争議はこの活動を含み、しばしば「モンキーレンチング」と呼ばれることがある。例えば、世界産業労働組合のような、過激な労働組合は自衛の手段と不公平な労働条件に対する直接行動として破壊活動を主唱した。それに対して、雇用者は破壊活動を検出し防止するために警備員を雇い入れる。

## 環境保護のための破壊活動
特定の環境団体は、環境破壊の抑止または有害だと考えられる技術に対して反対意思を示す手段として資産の破壊を行う。アメリカ連邦捜査局は上記の目的で資産の破壊に従事する者を「エコテロリスト」と呼ぶ。これに対して、環境団体の賛同者は、「資産は恐怖を感じることが出来ない。資産への損害はより、“破壊活動”と評されるにふさわしい」と反論している。動作中の機械を止めるために、モンキーレンチをその動作機構に投げ込むという描写は、エドワード・アビーの小説「爆破―モンキーレンチギャング」（築地書院　2001年）によって広く知られるようになり、環境活動家が地球を破壊する機械類に対しての反対を示すのに用いられるようになった。

## 政治的破壊活動
「政治的破壊活動」という言葉は通常選挙中に政敵の世間体を傷つける、特定政治団体を混乱に陥れるといった行動を指す。

## 軍隊での武器破壊規定
軍隊では、戦況の悪化などで保有する兵器が敵軍に渡りそうな時には彼らに鹵獲させないために内部規則や軍規で、これを破壊するように定めている。兵器には「破壊責任者A、破壊責任者C」などと記載されている。通常は、破壊責任者Aは士官（尉官以下）または下士官（曹長以下または特務曹長以下）などがあたり、破壊責任者Cは下士官または士（士長以下または上士以下）が是を行うことと定められている。